# Чуешова, Мария Егоровна
Мари́я Его́ровна Чуешо́ва (бел. Марыя Ягораўна Чуяшова; 22 сентября 1932, Столбун — 7 октября 1989) — Герой Социалистического Труда (8.04.1971).

## Биография
Родилась 22 сентября 1932 года в деревне Столбун, центре Столбунского сельсовета Светиловичского района Белорусской ССР (ныне — агрогородок Столбун, центр Столбунского сельсовета Ветковского района Гомельской области Беларуси). Из крестьянской семьи. Белоруска.
С образованием в 1959 году совхоза «Столбунский» Ветковского района Гомельской области М. Е. Чуешова перешла работать на свиноводческую ферму в родной деревне.
В 1962 году вступила в КПСС.
Неоднократно удостаивалась звания «Лучший животновод района», а её имя было занесено в районную Книгу почёта.

Указом Президиума Верховного Совета СССР от 8 апреля 1971 года за выдающиеся успехи, достигнутые в развитии сельскохозяйственного производства и выполнении пятилетнего плана продажи государству продуктов земледелия и животноводства М. Е. Чуешовой присвоено звание Героя Социалистического Труда с вручением Ордена Ленина и золотой медали «Серп и Молот».

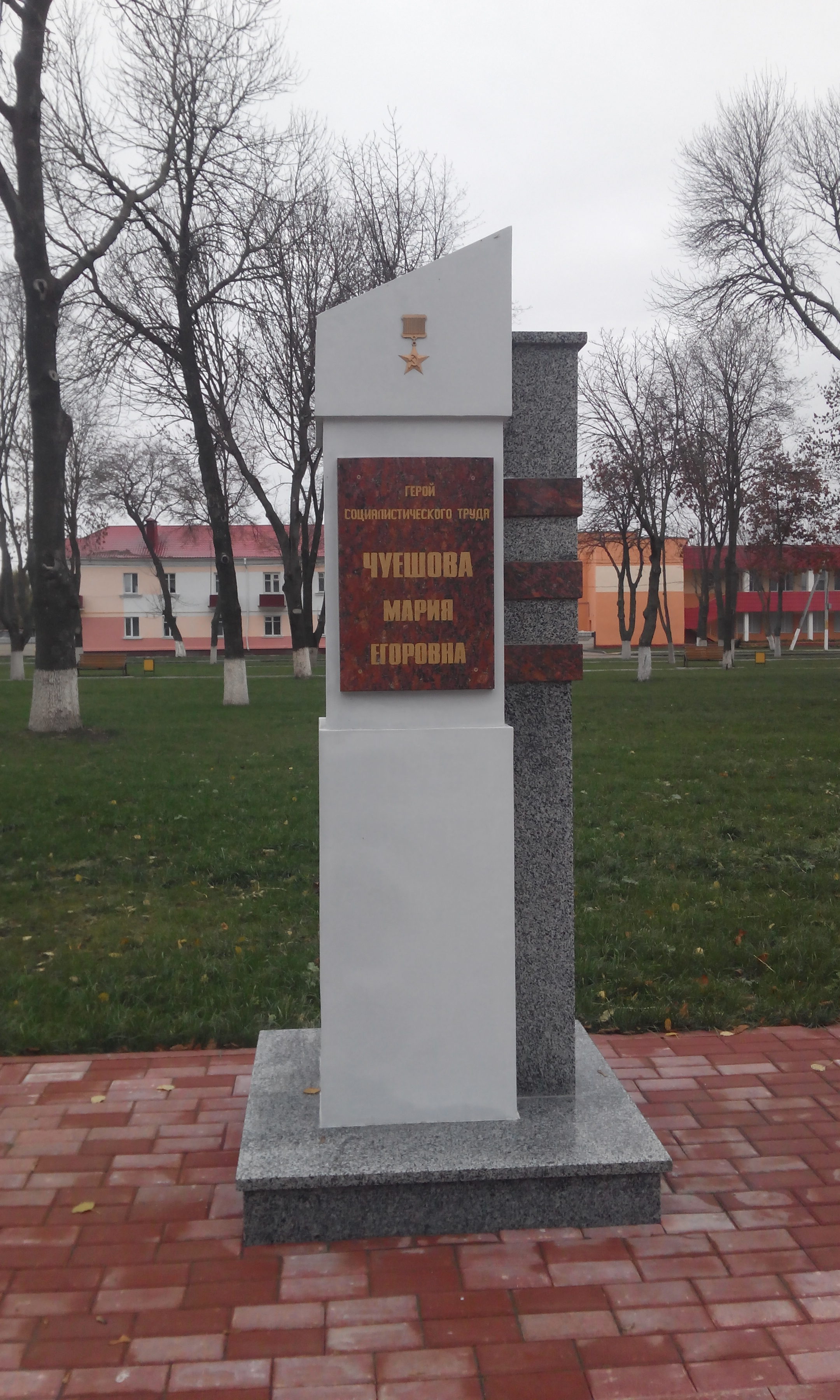
Стела в честь М. Е. Чуешовой на Аллее Героев — знаменитых уроженцев Ветковского района в Ветке.

Избиралась депутатом Верховного Совета БССР 8-го созыва (1971—1975), Ветковского районного и Столбунского сельского Советов депутатов трудящихся.
В 1979 году — старший рабочий зерносклада в совхозе «Северный» (центральная усадьба в деревне Малые Немки).
Жила в деревне (ныне — агрогородок) Малые Немки, центре Малонемковского сельсовета Ветковского района Гомельской области.
Умерла 7 октября 1989 года.

## Семья

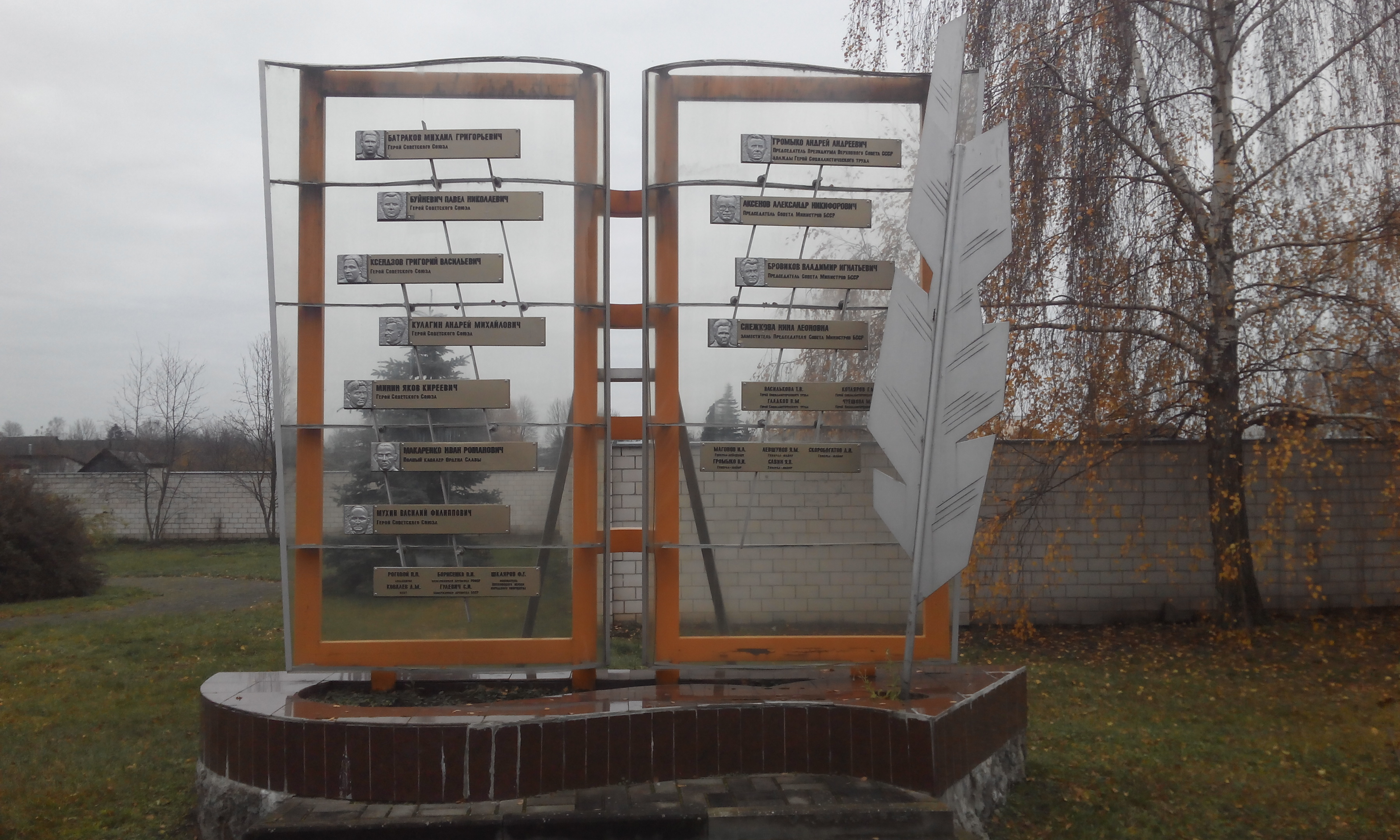
Памятник известным уроженцам Ветковского района в Ветке (Гомельской области)

Супруг — Фёдор Чуешов. Дети

## Награды и звания
- Герой Социалистического Труда (8.04.1971)
- Орден Ленина (8.04.1971)
- Медаль «Серп и Молот»
- Другие медали
- Почётная грамота Верховного Совета БССР (17.9.1982)

## Память
- Стела в честь М. Е. Чуешовой на Аллее Героев — знаменитых уроженцев Ветковского района. Расположена в Ветке (Гомельская область), на центральной площади[1].
- Имя на памятнике известным уроженцам Ветковского района. Памятник в форме раскрытой книги установлен в Ветке (Гомельская область).